# 聖巴巴拉 (蘇奇特佩克斯省)
聖巴巴拉（西班牙語：Santa Bárbara），是危地馬拉的城鎮，位於該國西南部，由蘇奇特佩克斯省負責管轄，面積448平方公里，海拔高度389米，2002年人口18,365，人口密度每平方公里40.99人。